# André Boivin
Pour les articles homonymes, voir Boivin.
André Boivin (André Félix Boivin), né à Auxerre, le 18 avril 1895 et mort à Strasbourg, le 8 juillet 1949, est un chimiste et médecin biologiste français, membre de l'Académie de médecine, section des sciences biologiques.

## Biographie
André Boivin est d'origine modeste.  Il réussit, à 16 ans,  le concours d'entrée de l'École normale d'instituteurs et envisage de devenir instituteur. À l'issue des trois ans passés à l'école normale il réussit le concours de l'École normale supérieure de Saint-Cloud. Mais  la guerre survient et il est affecté à l'hôpital militaire de Marseille. À  la fin de la guerre il s'inscrit à la Faculté de médecine de Marseille et suit également des cours de sciences. En 1926 il soutient une thèse pour laquelle il reçoit un prix de la Faculté de Montpellier. Il part alors à la faculté de Strasbourg où il est reçu, en 1928, à la première partie du concours d’agrégation. Il ne passe pas la seconde car il va à Bucarest mettre en place un enseignement de chimie médicale à la faculté de médecine. Il y reste 6 ans et revient pour diriger un service de recherche à l’Institut Pasteur, à Garches. En 1940 il est sous-directeur de l'Institut. En 1946 il retourne à Strasbourg en qualité de professeur de chimie biologique à la Faculté de Médecine. Il y enseigne jusqu'à sa mort en 1949.
Au cours de sa carrière André Boivin a mis au point une méthode de micro-dosage du carbone, a découvert la nature de l’antigène O et a fait ressortir les rapports qui existent entre antigènes glucido-lipidiques et virulence des germes, il est parvenu à troubler le processus normal de la division nucléaire au moyen d'antibiotiques...
En 1939 André Boivin est désigné par le Comité américain d'organisation du Congrès international de Microbiologie de New-York comme vice-président de la section d'Immunologie. il est élu en 1941 membre titulaire dans la VIe section de l'Académie de médecine. 
Après la Libération et la réorganisation du Centre national de la Recherche scientifique, il  préside le Comité directeur des Sciences médicales. En 1948 il est correspondant de la section d'Economie rurale de l'Académie des Sciences.

## Publications
Contribution à l'étude biochimique des corps puriques et pyrimidiques de l'organisme / André Boivin, etc. / Lons-le-Saunier : Impr. et lithographie L. Declume , 1931
Constitution chimique et nature biologique des virus, Paris, 1940,  Masson & Cie
Bactéries et virus, (2ème éd. rev. et augm.), Paris, 1947, Presses universitaires de France, 174 p.lire en ligne sur Gallica
Les microbes, Paris, Paris, 1946,  coll. Ques-sais-je (n°53),  Presses universitaires de France , 1946	126 p. 
L'Organisme en lutte contre les microbes(co-auteur Albert Delaunay), Paris, 1947,  coll. L'avenir de la science, Gallimard  425 p.
Phagocytose et infections  (co-auteur Albert Delaunay) Parisn 1947, Volume 1 de Exposés d'immunologie,  Hermann & Cie
Contribution à l'étude biochimique des corps puriques et pyrimidiques de l'organisme, Lons-le-Saunier, impr. et lithographie Lucien Declume 1931. 148 p.
Les Antigènes (antigènes protéidiques),  Paris, 1943, Maison de la chimie, Presses documentaires, 15 p.
Le Problème de l'origine de la vie sur le globe à la lumière des découvertes récentes en biologie et en astronomie, Paris, 1941, Masson,  19 p.
Les processus colloïdaux de la défense de l'organisme contre les maladies infectieuses, Paris, 1942,  Actualités scientifiques et industrielles. Conservatoire national des arts et métiers, lire en ligne sur Gallica